# Wilroads Gardens (Kansas)
Wilroads Gardens es un lugar designado por el censo ubicado en el condado de Ford  en el estado estadounidense de Kansas. En el año 2010 tenía una población de 609 habitantes.

## Geografía
Wilroads Gardens se encuentra ubicado en las coordenadas 37°43′13.3″N 99°55′43.1″O / 37.720361, -99.928639 (37.7203600 -99.9286400).